# Chestiunea Românească
Chestiunea Românească face referire la schimbarea de-a lungul secolelor în cadrul Chestiunii Orientale a statutului Principatelor Române (sau, lato sensu, a întregului popor român) în relația cu Marile Puteri ale epocii, în special cu Imperiul Otoman și cu Imperiul Rus. 
Chestiunea Românească va începe în mare odată cu Războiul Ruso-Turc de la 1768-1774, primul moment semnificativ din Epoca Modernă când Principatele Țării Românești și Țării Moldovei vor intra sub atenția Marilor Puteri (în speță, prin încercarea Rusiei de a-și dobândi titlul de conducătoare a comunității bizantine). 
Chestiunea Românească va fi principala tematică a politicii externe a Principatelor Române, marcând secolul al XIX-lea în istoria poporului român și a popoarelor balcanice.